# Guillem Bujosa i Rosselló
Guillem Bujosa i Rosselló   (Bunyola, 1909 - Santa Maria del Camí, 1999) va ser un teixidor artesà, estudiós dels telers i teixits tradicionals de Mallorca i d'arreu del món.
Nebot del sacerdot Antoni Rosselló Sabater. Començà a treballar el 1925 a la fàbrica tèxtil Cruells, Rovira i CIa de Bunyola. En els anys quaranta passà a la fàbrica F. Sampere i Bas de Santa Maria del Camí. El 1948 creà el seu propi taller. Estudià els teixits tradicionals i s'especialitzà en la recuperació de l'antiga tradició dels telers mallorquins. Treballà tota casta de peces tradicionals, cobrellits, tovalloles, estovalles, cànyoms o davantals, i de manera especial les robes de llengos. Recuperà el tapís mallorquí a partir de l'estudi de retalls antics. Publicà el Manual del teixidor a mà (1979). Ha participat a nombroses fires i exposicions, rebent diversos guardons. Continua la tradició el seu fill Guillem Bujosa Canyelles.